# Fallout (serial telewizyjny)
Fallout – amerykański serial dramatyczny o tematyce postapokaliptycznej, stworzony przez Genevę Robertson-Dworet i Grahama Wagnera na motywach serii gier komputerowych o pod tym samym tytułem, której twórcami są Tim Cain i Leonard Boyarsky. Główne role zagrali Ella Purnell, Aaron Moten, Kyle MacLachlan, Moisés Arias, Xelia Mendes-Jones i Walton Goggins.
Wyprodukowany dla Amazon Prime Video przez Jonathana Nolana i Lisę Joy z firmy producenckiej Kilter Films we współpracy z Bethesda Game Studios, właścicielem praw do marki, z ramienia której producentem serialu został ich reżyser, Todd Howard. Premiera pierwszej serii odbyła się 10 kwietnia 2024. Po premierze serial spotkał się z przytłaczająco pozytywnym odbiorem ze strony recenzentów i fanów gier, chwalących grę aktorską (przede wszystkim Purnell, Motena i Gogginsa), scenariusz, efekty specjalne i wierność materiałowi źródłowemu. W kwietniu 2024 Amazon zamówił produkcję drugiej serii. Pierwsza nominowana była do szesnastu nagród Emmy, w tym dla najlepszego serialu dramatycznego i najlepszego aktora pierwszoplanowego w serialu dramatycznym, ostatecznie wygrywając dwie.

## Fabuła
Fabuła serialu rozgrywa się w retrofuturystycznym świecie znanym z gier komputerowych, w którym po II wojnie światowej historia potoczyła się inaczej – rozwój komputerów i telewizji został zahamowany, a energia atomowa wiodła prym. Głównym wrogiem USA stały komunistyczne Chiny, a mieszkańcy Stanów Zjednoczonych żyli w ciągłym strachu przed konfliktem atomowym mogącym doprowadzić do zniszczenia ludzkości. Bazując na ich obawach firma Vault-Tec wybudowała ponad setkę schronów przeciwatomowych, tzw. krypt, w których ludzie mogliby przeżyć po nuklearnym kataklizmie, który ostatecznie nastąpił 23 października 2077. 
Ponad dwieście lat później, w roku 2296, mieszkańcy jednej z trzech połączonych ze sobą krypt zostają zaatakowani przez bandytów z powierzchni, którzy zabijają część mieszkańców i porywają nadzorcę, Hanka MacLeana. Jego córka, Lucy, wyrusza na powierzchnię, pełną zmutowanych ludzi i zwierząt, żeby go odbić. Na swej drodze spotyka życzliwego Maximusa, członka Bractwa Stali, i bezwzględnego ghula – przedwojennego aktora Coopera Howarda. Obaj poszukują doktora Siggiego Wilziga, dysponującego technologią mogącą odmienić świat.

## Obsada

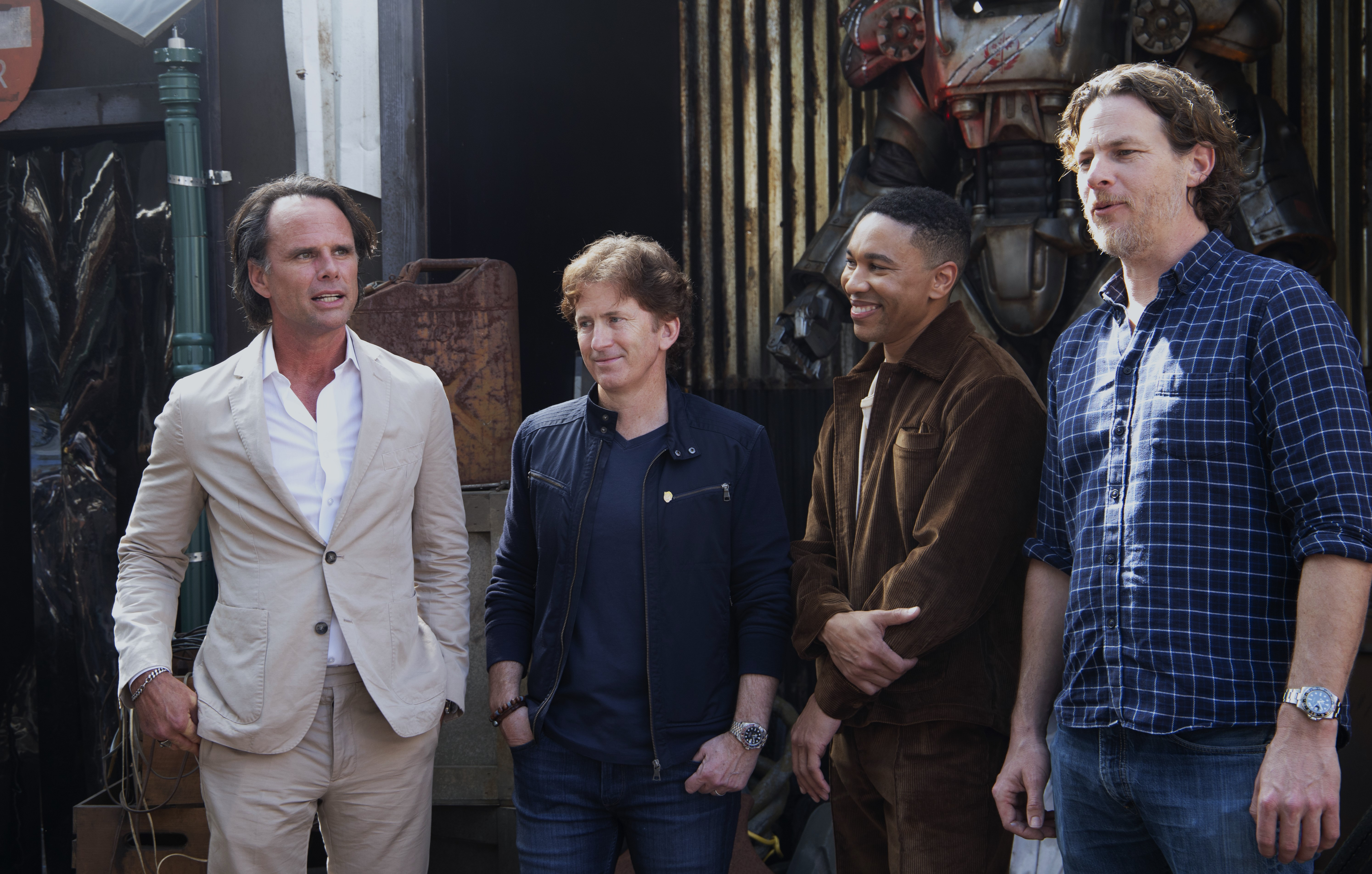
Walton Goggins, Todd Howard, Aaron Moten i Jonathan Nolan na SXSW 2024

Źródła: RadioTimes.com, People, IMDb

### Główna
- Ella Purnell jako Lucy MacLean
  - Luciana VanDette jako mała Lucy
- Walton Goggins jako Ghul / Cooper Howard
- Aaron Moten jako Maximus
  - Amir Carr jako mały Maximus
- Moisés Arias jako Norman „Norm” MacLean, brat Lucy
- Kyle MacLachlan jako Henry „Hank” MacLean, ojciec Lucy
- Xelia Mendes-Jones jako Dane, kadet Bractwa Stali

### Drugoplanowa
- Sarita Choudhury jako Lee Moldaver
- Leslie Uggams jako Betty Pearson, członkini rady krypty 33
- Johnny Pemberton jako Thaddeus, kadet Bractwa Stali
- Zach Cherry jako Woody Thomas, członek rady krypty 33
- Rodrigo Luzzi jako Reg McPhee, członek rady krypty 33
- Teagan Meredith jako Janey Howard, córka Coopera
- Frances Turner jako Barb Howard, żona Coopera, kierowniczka w Vault-Tecu
- Annabel O’Hagan jako Stephanie Harper, mieszkanka krypty 33
- Dave Register jako Chester „Chet”, kuzyn Lucy
- Elle Vertes jako Rose MacLean, matka Lucy
- Leer Leary jako Davey, mieszkaniec krypty 33

### Gościnna
- Michael Cristofer jako starszy Quintus, przełożony Maximusa
- Matt Berry jako Sebastian Leslie, znajomy Howarda, użyczający głosu robotom „Mr. Handy” i „Snip Snip”
- Mike Doyle jako Bob Spencer, mieszkaniec Los Angeles wynajmujący Howarda na przyjęcie urodzinowe
- Michael Emerson jako doktor Siggi Wilzig
- Michael Rapaport jako Titus, rycerz Bractwa Stali
- Cameron Cowperthwaite jako Monty, bandyta który dla pozoru żeni się z Lucy
- Mykelti Williamson jako Honcho, łowca nagród
- Dale Dickey jako Mamuśka June, sprzedawczyni z Filly
- Jon Daly jako podejrzany handlarz panaceami
- Neal Huff jako Roger, znajomy Howarda
- Michael Esper jako Bud Askins, młodszy kierownik w Vault-Tecu
- Matty Cardarople i Elvis Valentino Lopez jako Huey i Squirrel, handlarze ludzkimi organami
- Chris Parnell jako Ben, nadzorca krypty 4
- Cherien Dabis jako Birdie, mieszkanka krypty 4
- Glenn Fleshler jako Sorrel Booker, samozwańczy prezydent
- Dallas Goldtooth jako Charles Whiteknife, przedwojenny aktor i znajomy Howarda
- Eric Berryman jako Lloyd Hawthorne, były nadzorca krypty 4
- Angel Desai jako Cassandra Hawthorne, żona Lloyda
- Fred Armisen jako DJ Carl, prowadzący stacji radiowej
- Erik Estrada jako Adam, strażnik Republiki Nowej Kalifornii
- Michael Mulheren jako Frederick Sinclair, dyrektor Big MT
- Rafi Silver jako Robert House, dyrektor RobCo
- James Yaegashi jako Leon von Felden, dyrektor West-Teku
- Rebecca Watson jako Julia Masters, dyrektorka REPCONN-u

## Odcinki
| Seria | Seria | Odcinki | Oryginalna emisja / | Oryginalna emisja / |
| Seria | Seria | Odcinki | Premiera serii      | Finał serii         |
| ----- | ----- | ------- | ------------------- | ------------------- |
|       | 1     | 8       | 10 kwietnia 2024    | 10 kwietnia 2024    |

### Seria 1 (2024)
| 1 | The End       | Koniec     | Jonathan Nolan                    | Geneva Robertson-Dworet, Graham Wagner |
| 23 października 2077 Cooper Howard jest świadkiem zrzucenia bomb atomowych na Los Angeles. 219 lat później, w roku 2296, mieszkająca w krypcie 33 Lucy MacLean otrzymuje pozwolenie na ślub z mieszkańcem sąsiedniej 32. Podczas przyjęcia weselnego okazuje się, że domniemani goście są bandytami, którzy zabijają część mieszkańców krypty, a ich przywódczyni, Moldaver, uprowadza jej nadzorcę – ojca Lucy, Hanka. Nie mogąc znaleźć poparcia wśród pozostałych, Lucy z pomocą brata i kuzyna opuszcza kryptę, żeby odnaleźć ojca. Maximus, kadet Bractwa Stali, zostaje wyznaczony na giermka rycerza Titusa, zastępując Dane. Bandyci odkopują spoczywającego w grobie ghula, chcąc jego pomocy w zleceniu. Okazuje się że jest nim Howard, który ich zabija, woląc pracować samemu. |               |            |                                   |                                        |
| 2 | The Target    | Cel        | Jonathan Nolan                    | Geneva Robertson-Dworet, Graham Wagner |
| W placówce Enklawy doktor Siggi Wilzig opracowuje tajemnicze urządzenie, które wszczepia sobie do głowy, a następnie ucieka ze swoim psem, Czwórką. Na Pustkowiu spotyka Lucy, polecając jej powrót do krypty. Maximus i Titus zostają zaatakowani przez zmutowanego niedźwiedzia; ranny rycerz obraża Maximusa, który pozostawia go na śmierć i przywdziewa jego pancerz wspomagany. Lucy ponownie spotyka Wilziga, który chce dotrzeć do Moldaver, ale zostaje odnaleziony przez Ghula i Maximusa. Ucieka wraz z Lucy, jednak nie mogąc dalej podróżować ze względu na odniesione rany, zażywa cyjanek i nakazuje Lucy, żeby odcięła jego głowę i wymieniła ją u Moldaver za ojca. |               |            |                                   |                                        |
| 3 | The Head      | Głowa      | Jonathan Nolan                    | Geneva Robertson-Dworet, Graham Wagner |
| Maximus podając się za Titusa raportuje Bractwu Stali, że jego giermek zginął; w miejsce Maximusa zostaje przysłany nowy giermek, Thaddeus. Lucy zostaje zaatakowana przez zmutowane stworzenie, łykacza, który zabiera głowę Wilziga. Howardowi, z pomocą Czwórki, udaje się ją wytropić i bezskutecznie używa jej jako przynęty. Postanawia jednak zająć się bardziej pilnym problemem, zabierając Lucy jako więźnia. Głowę udaje się jednak odzyskać Maximusowi i Thaddeusowi. W krypcie 33 Norman próbuje nakłonić pozostałych mieszkańców, żeby stracić przetrzymywanych bandytów, odpowiedzialnych za masakrę podczas ślubu Lucy, jednak nie znajduje poparcia. Przed wielką wojną Howard, za namową żony, wysoko postawionej kierowniczki Vault-Tecu, zostaje twarzą kampanii marketingowej krypt. |               |            |                                   |                                        |
| 4 | The Ghouls    | Ghule      | Daniel Gray Longino               | Kieran Fitzgerald                      |
| Norman, po rozmowie z jednym z bandytów, zaczyna nabierać podejrzeń odnośnie do sąsiedniej krypty 32. Wybiera się do niej wraz z Chetem, odkrywając, że jej mieszkańcy pozabijali się sami dwa lata wcześniej. Dowiaduje się też, że bandyci otworzyli wrota krypty za pomocą pip-boya jego matki, Rose. Howard sprzedaje Lucy gangowi handlującemu organami w zamian za substancję powstrzymującą przemianę w zdziczałego ghula. Lucy udaje się oswobodzić i uratować pozostałych porwanych. Kilku z nich okazuje się zdziczałymi ghulami; Lucy zostaje zmuszona do zabicia kogoś po raz pierwszy. Ucieka z będącego bazą gangu supermarketu, przed odejściem dając Howardowi lekarstwo, stwierdzając, że nigdy nie będzie taka jak on. |               |            |                                   |                                        |
| 5 | The Past      | Przeszłość | Clare Kilner                      | Carson Mell                            |
| Maximus zdradza swoją tożsamość Thaddeusowi, który unieruchamia go wyjmując rdzeń fuzyjny z jego pancerza wspomaganego i pozostawia samemu sobie, odchodząc z głową Wilziga i Czwórką. Maximusa odnajduje Lucy, która pomaga mu i postanawia z nim współpracować. Razem docierają do ruin Cienistych Piasków, dawnej stolicy Republiki Nowej Kalifornii i rodzinnego miasta Maximusa. Maximus zostaje ranny podczas starcia z kanibalami, a poszukując medykamentów wraz z Lucy, przypadkowo trafia do krypty 4. W krypcie 33 na nową nadzorczynię zostaje wybrana Betty Johnson. Norman włamuje się do centralnego komputera i odkrywa, że zarówno Betty, jak i wszyscy pozostali nadzorcy krypt 33 i 32, w tym jego ojciec, byli przenoszeni z 31. Betty zarządza ponowne zasiedlenie krypty 32, w której nie ma już śladu po ciałach poprzednich mieszkańców. |               |            |                                   |                                        |
| 6 | The Trap      | Pułapka    | Frederick E.O. Toye               | Karey Dornetto                         |
| Lucy i Maximus zostają przyjęci do krypty 4, otwartej dla osób z powierzchni, żeby zapewniać im pomoc. Podczas gdy Maximus przystosowuje się do życia w bezpiecznym schronie, Lucy z przerażeniem odkrywa, że mieszkańcy biorą udział w rytuałach czczących Moldaver jako „Matkę Płomienia”. Przekonana, że krypta skrywa jakąś tajemnicę, udaje się na zakazany poziom 12., gdzie odkrywa, że prowadzono tam eksperymenty na ludziach. Zostaje nakryta, a mieszkańcy wyjaśniają, że eksperymenty te prowadzili mieszkający w krypcie naukowcy, przeciwko którym zbuntowali się pozostali. Przed wojną Howard zaczyna mieć obiekcje odnośnie do pracy Barb w Vault-Tecu. Zostaje zaproszony na spotkanie poświęcone konspiracji firmy prowadzone przez młodszą Moldaver. |               |            |                                   |                                        |
| 7 | The Radio     | Radio      | Frederick E.O. Toye, Clare Kilner | Chaz Hawkins                           |
| Lucy zostaje wygnana z krypty 4, wraz z nią odchodzi Maximus, który wyjawia jej swoją prawdziwą tożsamość. Thaddeus nawiązuje kontakt z Bractwem Stali. Zostaje odnaleziony przez Lucy i Maximusa; odkrywszy, że przemienia się w ghula, które Bractwo eksterminuje, oddaje im głowę i ucieka. Maximus zabiera inną głowę, żeby zmylić Bractwo, oddając prawdziwą Lucy, żeby wymieniła ją za ojca. Norman zakrada się do krypty 31. Przed wojną młodsza Moldaver wyjawia Howardowi, że wynalazła zimną fuzję, mogącą zapewnić nieskończoną energię, jednak jej praca została kupiona i ukryta przez Vault-Tec, zarabiającego na wojnie i niedoborach zasobów. Przekonuje Howarda, że nie może ufać żonie i daje mu podsłuch do założenia w jej pip-boyu. |               |            |                                   |                                        |
| 8 | The Beginning | Początek   | Wayne Yip                         | Gursimran Sandhu                       |
| Lucy i Norman niezależnie od siebie odkrywają prawdę o wielkiej wojnie. Przed wojną Howard podsłuchuje Barb, która na spotkaniu rady nadzorczej Vault-Tecu sugeruje, że firma może sama zapoczątkować wojnę nuklearną, a następnie zasiedlić świat na nowo mieszkańcami krypt. Howard spotyka Betty Pearson i Hanka MacLeana, asystentów kierownictwa korporacji. Norman odkrywa w krypcie 31 kapsuły kriogeniczne z pracownikami Vault-Tecu, których dogląda cybernetyczny mózg Buda. Lucy oddaje Moldaver głowę; okazuje się, że Wilzig wszczepił sobie w nią fiolkę z zimną fizją. Moldaver przypomina Lucy wydarzenia z jej młodości, kiedy to matka uciekła wraz z nią i Normanem z krypty i osiadła w Cienistych Piaskach. Hank w odwecie zrzucił na miasto bombę atomową, po czym Rose zmieniła się w zdziczałego ghula. Lucy nakazuje ojcu podać Moldaver kody dostępu Vault-Tecu, żeby ta mogła aktywować zimną fuzję, zapewniając energię całej okolicy. Maximus otrzymuje od Bractwa ułaskawienie i bierze udział w szturmie na kryjówkę Moldaver; oswabadza Hanka, nieświadomy jego czynów, i zostaje przez niego ogłuszony. Howard pozwala McLeanowi uciec, by doprowadził go do żony i córki, po czym wraz z Lucy rusza za nim w pogoń. Śmiertelnie ranna Moldaver aktywuje zimną fuzję, a Maximus wysłuchuje jej ostatnich słów. Członkowie Bractwa, sądząc że ją zabił, ogłaszają go rycerzem. Hank dociera do Nowego Vegas. |               |            |                                   |                                        |

## Produkcja
Gry z serii pierwotnie produkowane i wydawane były przez Interplay Entertainment, a wobec problemów finansowych wydawcy prawa do marki zakupiła Bethesda Softworks, która w 2008 roku wydała Fallout 3. Według Todda Howarda, reżysera gry, Bethesda już od tamtej pory otrzymywała liczne propozycje zaadaptowania gier na serial telewizyjny, firma jednak je odrzucała, uważając, że żadna z nich nie oddaje ducha serii. Pete Hines, dyrektor ds. marketingu w Bethesdzie, przestrzegał w 2015 roku, że kiepska ekranizacja może wyrządzić grom więcej szkód niż pożytku, jeżeli jej twórcy nie zrozumieją klimatu i założeń uniwersum, wskazując Doom z 2005 jako przykład kiepskiej adaptacji.
Sytuacja zmieniła się, kiedy swoją propozycję na serial przedstawił Jonathan Nolan, będący miłośnikiem Falloutów. Howard, będący pod wrażeniem jego Westworld, utwierdził się, że Nolan ma spójną wizję na temat tego, jak powinna wyglądać serialowa adaptacja serii, i zezwolił na jej zrealizowanie w przekonaniu, że dobrze odda ona na ekranie wszystkie najważniejsze aspekty gier. Bethesda zagwarantowała Nolanowi swobodę w pisaniu scenariusza, o ile pozostanie w zgodzie z ustanowioną mitologią uniwersum i nie będzie adaptacją żadnej z dotychczasowych gier, a osobną historią osadzoną w tym świecie.
W lipcu 2020 oficjalnie potwierdzono, że Amazon Studios (później przemianowane na Amazon MGM Studios) wraz z Nolanem i Lisą Joy zrealizują serial na podstawie gier. Joy opisała Fallout jako „dziwaczną, szaloną, zabawną przygodę, popierdoloną jak żaden inny [zrealizowany dotąd serial]”. W styczniu 2022 na stanowiska showrunnerów zatrudniono Genevę Robertson-Dworet i Grahama Wagnera, poinformowano także, że Nolan wyreżyseruje odcinek pilotowy.
Serial jest częścią kanonu gier komputerowych, kontynuując wątki fabularne pojawiających się w nich frakcji, takich jak chociażby Bractwo Stali. Jego fabuła osadzona jest w 2296 roku, po wydarzeniach ze wszystkich dotychczasowych gier. 18 kwietnia 2024 Amazon Prime Video zamówiło produkcję drugiej serii. Budżet pierwszej wyniósł 153 mln USD.

### Casting
W lutym 2022 zatrudniono Waltona Gogginsa, wcielającego się w hollywoodzkiego aktora Coopera Howarda, który po wielkiej wojnie stał się ghulem. W marcu do obsady dołączyła Ella Purnell, a w czerwcu Kyle MacLachlan, Xelia Mendes-Jones i Aaron Moten. W październiku 2023 ujawniono, że w serialu wystąpią także Sarita Choudhury, Michael Emerson, Leslie Uggams i Zach Cherry. W listopadzie 2024 do obsady serii drugiej dołączył Macaulay Culkin mający wcielić się w niesprecyzowaną postać.

### Okres zdjęciowy

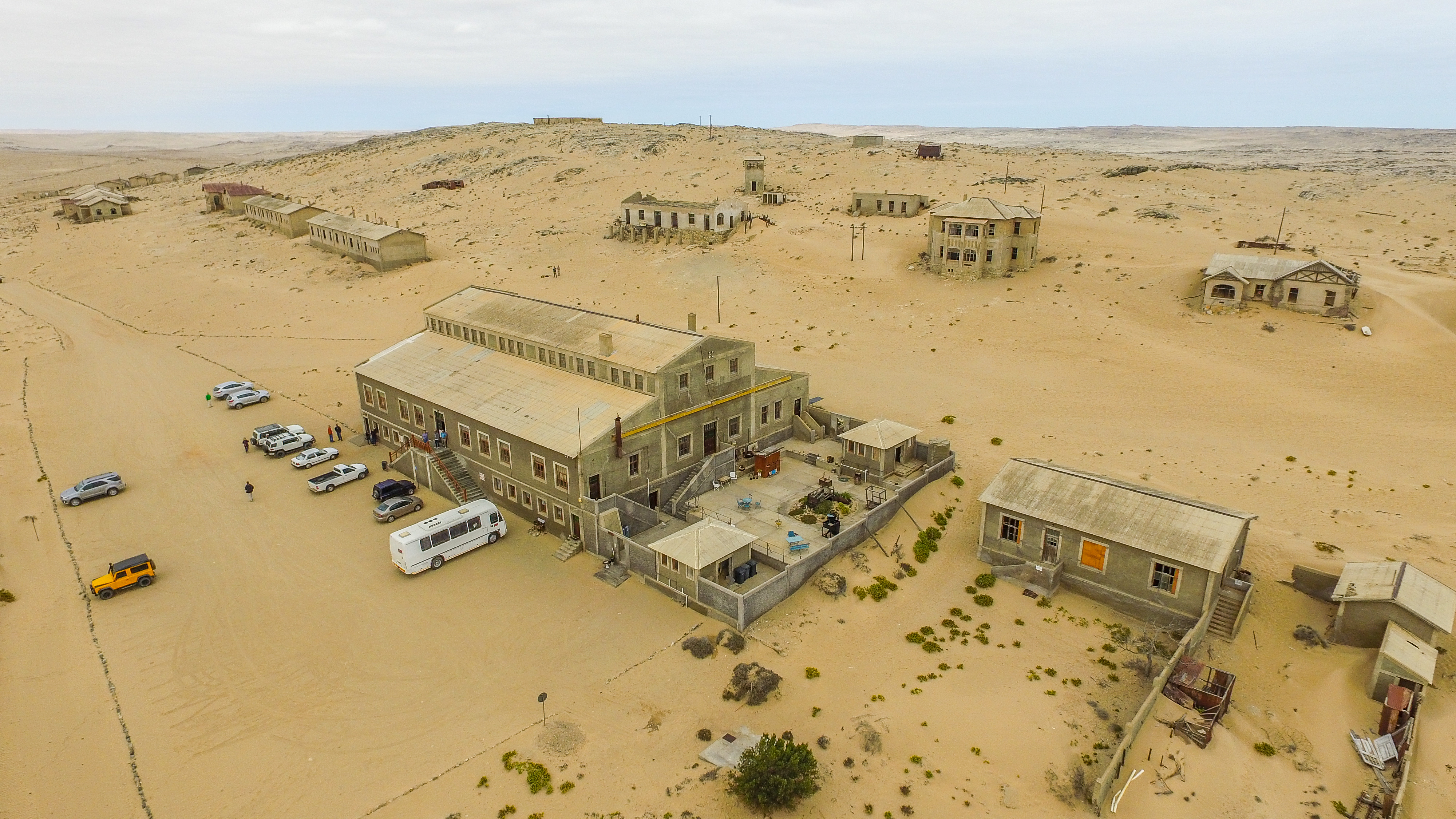
Kolmanskop

Zdjęcia do serialu rozpoczęły się 5 lipca 2022, początkowo realizowano je w New Jersey, Nowym Jorku i Utah. Zamiarem twórców było nagranie jak największej ilości materiału bezpośrednio na planie, z użyciem tradycyjnych metod filmowych i praktycznych efektów specjalnych, żeby ograniczyć wykorzystanie efektów komputerowych. Sceny rozgrywające się na Pustkowiach nagrywano na Wybrzeżu Szkieletowym w Namibii, m.in. w wyludnionym górniczym mieście Kolmanskop i wraku statku Eduard Bohlen.
W Steiner Studios w Brooklyn Navy Yard wybudowano m.in. Filly i kryptę 33, zbliżoną rozmiarami do tych z gier komputerowych. Ze względu na bliźniaczo podobny układ i wygląd krypt na tym samym planie nagrywano też sceny rozgrywające się w innych schronach, umieszczając w nich rekwizyty w lustrzanym odbiciu, a następnie obracając obraz w postprodukcji. Przez około dwadzieścia tygodni projektowano pancerze wspomagane; ostatecznie powstało kilka pełnowymiarowych modeli ważących około siedemdziesięciu kilogramów każdy, które zakładali kaskaderzy. Żeby aktorzy mogli wchodzić w interakcje z pip-boyami, do ich obudów wsuwano smartfony służące za wyświetlacze, a obraz wyświetlano ze specjalnie napisanej do tego celu aplikacji.
Pierwsze trzy odcinki wyreżyserował Nolan, a za zdjęcia odpowiadali Stuart Dryburgh i Teodoro Maniaci.
Główny okres zdjęciowy do drugiej serii rozpoczął się w grudniu 2024. Serial kręcono w Los Angeles, co pozwoliło twórcom na skorzystanie z odpisu podatkowego w wysokości 25 mln USD. Zdjęcia zakończono w maju 2025.

### Postprodukcja
Efekty wizualne w serii pierwszej nadzorował Jay Worth, współpracujący wcześniej z Nolanem i Joy przy serialach Impersonalni, Westworld i Peryferal, zaś bezpośrednio na planie nadzorował je Grant Everett, współpracujący z różnymi studiami, którym przydzielono prace nad poszczególnymi aspektami. Framestore z Montréalu odpowiadało za yao gui i łykacza; niemieckie Rise FX za ujęcia w lataczach, pancerze wspomagane i różne scenografie; szwedzkie Important Looking Pirates pracowało nad będącym cyklopem nadzorcą krypty 4 i Snip-Snipem, a indyjskie FutureWorks odpowiadało za nosy ghuli. Nad serią pierwszą pracowały także studia Refuge, CoSA, Mavericks, One of Us, Studio 8 i Deep Water FX; łącznie na potrzeby serii pierwszej zrealizowano około 3,3 tys. efektów wizualnych.
W styczniu 2024 ogłoszono, że muzykę do serialu skomponował Ramin Djawadi, inspirując się muzyką do gier autorstwa Inona Zura. Ścieżka dźwiękowa do pierwszej serii udostępniono na Amazonie w dniu jej premiery.

## Emisja
Pierwotnie wszystkie osiem odcinków serii pierwszej planowano udostępnić w Prime Video 12 kwietnia 2024, jednak krótko przed premierą przeniesiono ją na 10 kwietnia. W ciągu pierwszych szesnastu dni Fallout obejrzało 65 mln subskrybentów usługi, dzięki czemu stał się on drugim – po Władcy pierścieni: Pierścieniach władzy – najchętniej oglądanym na premierę serialem w historii platformy. 40% widzów pochodziło ze Stanów Zjednoczonych, dużą widownię serial zebrał także w Wielkiej Brytanii, Francji i Brazylii. Była to także najpopularniejsza do tamtej pory produkcja wśród widzów w przedziale wiekowym 18-34.

## Odbiór
Po premierze serial spotkał się z pozytywnym odbiorem ze strony recenzentów. Średnia jego ocen w agregatorze recenzji Rotten Tomatoes wynosi 94% na podstawie 125 opinii, ze średnią ważoną 7,7/10. Zdaniem krytyków jest to „adaptacja sprawiająca wrażenie autentycznego dodatku do gier, która spodoba się zarówno ich wieloletnim fanom, jak i nowicjuszom”. W agregatorze Metacritic średnia ocen na podstawie 33 recenzji wynosi 73/100.
Kristen Baldwin z „Entertainment Weekly” wystawiła Falloutowi ocenę B+, stwierdzając, że w świecie przedstawionym odnajdą się osoby znające gry, ale jego znajomość nie jest konieczna, żeby czerpać przyjemność z oglądania tej „mrocznie komicznej dystopii”. Zaki Hasan z „San Francisco Chronicle” ocenę 3/4 uzasadnił stwierdzeniem, że dzięki połączeniu tajemnic, interesujących bohaterów i misji, której finał chce się poznać, serialowy Fallout wzorem gier ma potencjał do zgromadzenia bazy wiernych fanów. Richard Newby z „Time’u” przeanalizował różne sposoby tworzenia adaptacji i uznał podejście twórców Fallouta za bardzo dobrze dopasowane do materiału źródłowego.
Serial spotkał się z pozytywnym odbiorem również ze strony fanów gier. Fallout porównano pozytywnie do ekranizacji The Last of Us, jako kolejną udaną ekranizację gry komputerowej. Po premierze serialu znacząco wzrosło zainteresowanie grami, na podstawie których został zrealizowany.
Po premierze serialu część fanów uniwersum zarzuciła twórcom zmianę kanonu ustanowionego przez gry komputerowe, wskazując, że podane w szóstym odcinku informacje dotyczące zrzucenia bomby atomowej na Cieniste Piaski w 2277 roku kłócą się z fabułą rozgrywającego się w 2281 Fallout: New Vegas, kiedy to miasto jeszcze funkcjonowało. Todd Howard w odpowiedzi stwierdził, że przedstawiona w serialu grafika nie mówi, że miasto zniszczono w 2277 i doprecyzował, że miało to miejsce krótko po wydarzeniach z New Vegas.
Na temat serialu pozytywnie wypowiedział się Tim Cain, jeden ze współtwórców uniwersum. Chwalił on przede wszystkim oprawę wizualną, grę aktorską, scenariusz oraz wierność materiałowi źródłowemu. Bronił także potencjalnych nieścisłości odnośnie do zniszczenia Cienistych Piasków, wskazując, że w świecie Fallout nie każda napotkana osoba mówi prawdę bądź wie wszystko, więc informacje przekazywane przez postacie w grach mogły być nierzetelne.

### Nagrody i nominacje
| Lista nagród i nominacji              | Lista nagród i nominacji | Lista nagród i nominacji                                                                                        | Lista nagród i nominacji                                    | Lista nagród i nominacji |
| Nagroda                               | Data                     | Kategoria | Nominowany                                                  | Wynik                    |
| ------------------------------------- | ------------------------ | --- | ----------------------------------------------------------- | ------------------------ |
| Gotham TV Awards                      | 4 czerwca 2024           | Przełomowy serial dramatyczny                                                                                   | Fallout                                                     | nominacja                |
| Gotham TV Awards                      | 4 czerwca 2024           | Najlepszy występ w serialu dramatycznym                                                                         | Walton Goggins                                              | nominacja                |
| Television Critics Association Awards | 12 lipca 2024            | Najlepszy serial dramatyczny                                                                                    | Fallout                                                     | nominacja                |
| Television Critics Association Awards | 12 lipca 2024            | Najlepszy nowy serial                                                                                           | Fallout                                                     | nominacja                |
| Gold Derby TV Awards                  | 14 sierpnia 2024         | Serial dramatyczny                                                                                              | Fallout                                                     | nominacja                |
| Gold Derby TV Awards                  | 14 sierpnia 2024         | Aktor w serialu dramatycznym                                                                                    | Walton Goggins                                              | nominacja                |
| Gold Derby TV Awards                  | 14 sierpnia 2024         | Najlepszy występ gościnny aktorki w serialu dramatycznym                                                        | Dale Dickey                                                 | nominacja                |
| Gold Derby TV Awards                  | 14 sierpnia 2024         | Najlepszy występ gościnny aktora w serialu dramatycznym                                                         | Michael Emerson                                             | nominacja                |
| Gold Derby TV Awards                  | 14 sierpnia 2024         | Najlepszy występ gościnny aktora w serialu dramatycznym                                                         | Kyle MacLachlan                                             | nominacja                |
| Gold Derby TV Awards                  | 14 sierpnia 2024         | Artysta roku | Ella Purnell                                                | nominacja                |
| Nagroda Emmy                          | 15 września 2024         | Najlepszy serial dramatyczny                                                                                    | Fallout                                                     | nominacja                |
| Nagroda Emmy                          | 15 września 2024         | Najlepszy aktor pierwszoplanowy w serialu dramatycznym                                                          | Walton Goggins                                              | nominacja                |
| Nagroda Emmy                          | 15 września 2024         | Najlepszy scenariusz serialu dramatycznego                                                                      | Graham Wagner i Geneva Robertson-Dworet (za odcinek Koniec) | nominacja                |
| Nagroda Emmy                          | 15 września 2024         | Najlepsza scenografia w narracyjnym programie osadzonym w epoce lub fantastycznym trwającym co najmniej godzinę | Fallout (za odcinek Koniec)                                 | nominacja                |
| Nagroda Emmy                          | 15 września 2024         | Najlepsze kostiumy w programie fantastycznym/fantastycznonaukowym                                               | Fallout (za odcinek Koniec)                                 | nominacja                |
| Nagroda Emmy                          | 15 września 2024         | Najlepszy montaż w serialu dramatycznym                                                                         | Ali Comperchio (za odcinek Koniec)                          | nominacja                |
| Nagroda Emmy                          | 15 września 2024         | Najlepszy montaż w serialu dramatycznym                                                                         | Yoni Reiss (za odcinek Ghule)                               | nominacja                |
| Nagroda Emmy                          | 15 września 2024         | Najlepszy program interaktywny                                                                                  | Krypta 33                                                   | wygrana                  |
| Nagroda Emmy                          | 15 września 2024         | Najlepsza postprodukcja dźwięku                                                                                 | Trygge Toven (za odcinek Koniec)                            | wygrana                  |
| Nagroda Emmy                          | 15 września 2024         | Najlepszy projekt czołówki                                                                                      | Fallout                                                     | nominacja                |
| Nagroda Emmy                          | 15 września 2024         | Najlepszy makijaż nieprostetyczny w serialu z epoki lub fantastycznym                                           | Fallout (za odcinek Głowa)                                  | nominacja                |
| Nagroda Emmy                          | 15 września 2024         | Najlepszy makijaż prostetyczny                                                                                  | Fallout (za odcinek Początek)                               | nominacja                |
| Nagroda Emmy                          | 15 września 2024         | Najlepszy montaż dźwięku w serialu komediowym lub dramatycznym trwającym co najmniej godzinę                    | Fallout (za odcinek Cel)                                    | nominacja                |
| Nagroda Emmy                          | 15 września 2024         | Najlepszy miks dźwięku w serialu komediowym lub dramatycznym trwającym co najmniej godzinę                      | Fallout (za odcinek Cel)                                    | nominacja                |
| Nagroda Emmy                          | 15 września 2024         | Najlepsze efekty specjalne w serii lub filmie                                                                   | Fallout                                                     | nominacja                |
| Nagroda Emmy                          | 15 września 2024         | Najlepsza koordynacja kaskaderów w serialu dramatycznym                                                         | Fallout                                                     | nominacja                |
| Nagroda Emmy                          | 15 września 2024         | Najlepsze ewolucje kaskaderskie                                                                                 | Fallout (za odcinek Cel)                                    | nominacja                |
| Hollywood Music in Media Awards       | 20 listopada 2024        | Najlepsza postprodukcja dźwięku w serialu telewizyjnym                                                          | Trygge Toven                                                | nominacja                |
| Astra TV Awards                       | 8 grudnia 2024           | Najlepszy serial dramatyczny w usłudze strumieniowej                                                            | Fallout                                                     | nominacja                |
| Astra TV Awards                       | 8 grudnia 2024           | Najlepszy aktor w serialu dramatycznym w usłudze strumieniowej                                                  | Walton Goggins                                              | nominacja                |
| Astra TV Awards                       | 8 grudnia 2024           | Najlepsza aktorka w serialu dramatycznym w usłudze strumieniowej                                                | Ella Purnell                                                | nominacja                |
| Astra TV Awards                       | 8 grudnia 2024           | Najlepsza męska rola gościnna w serialu dramatycznym w usłudze strumieniowej                                    | Kyle MacLachlan                                             | nominacja                |
| Astra TV Awards                       | 8 grudnia 2024           | Najlepsza reżyseria serialu dramatycznego w usłudze strumieniowej                                               | Jonathan Nolan (za odcinek Koniec)                          | nominacja                |
| Astra TV Awards                       | 8 grudnia 2024           | Najlepszy scenariusz serialu dramatycznego w usłudze strumieniowej                                              | Graham Wagner i Geneva Robertson-Dworet (za odcinek Koniec) | nominacja                |
| Artios Awards                         | 12 lutego 2025           | Najlepsza reżyseria obsady w pilocie lub pierwszej serii produkcji telewizyjnej                                 | John Papsidera, Julie Tucker, Ross Meyerson                 | nominacja                |